# 59. Berlini Nemzetközi Filmfesztivál
Az 59. Berlini Nemzetközi Filmfesztivál 2009. február 5. és 15. között került megrendezésre, a nyitófilm Tom Tykwertől A bűn árfolyama, míg a zárófilm Costa-Gavrastól Az Éden nyugatra van volt. A fesztivál zsűrielnöke Tilda Swinton brit színésznő volt. Az Arany Medve díjat Claudia Llosa filmje, a Fausta éneke nyerte. A fesztivál retrospektív programmja 70mm – Bigger than Life címen futott és az 1955 és 1970 közötti, a "70 mm-es filmek aranykorának" tekintett korszakból vetítettek filmeket.
A fesztiválra összesen 270 ezer jegyet adtak el, ez volt a fesztivál addigi történetének legnagyobb jegyeladása.

## Zsűri
Az alábbi emberek voltak a fesztivál zsűrijének tagjai:

### Filmek
- Tilda Swinton, brit színésznő - Zsűrielnök
- Isabel Coixet, spanyol filmkészítő
- Gaston Kaboré, burkina faso-i filmkészítő
- Henning Mankell, svéd író
- Christoph Schlingensief, német színműíró és rendező
- Wayne Wang, hongkongi rendező, forgatókönyvíró és producer
- Alice Waters, amerikai szerző

### Elsőfilmes produkciók
- Hannah Herzsprung, német színésznő
- In-Ah Lee, német producer
- Rafi Pitts, iráni director

### Rövidfilmek
- Khavn De La Cruz, fülöp-szigeteki rendező, forgatókönyvíró és producer
- Arta Dobroshi, koszovói színésznő
- Lars Henrik Gass, az Oberhauseni Nemzetközi Rövidfilm Fesztivál rendezője

## Versenyben lévő filmek
Az alábbi filmek voltak versenyben az Arany Medve- és az Ezüst Medve-díjakért:
| Magyar cím                    | Eredeti cím          | Rendező               | Ország                                        |
| ----------------------------- | -------------------- | --------------------- | --------------------------------------------- |
| Elly története                | درباره الی           | Aszhar Farhadi        | Irán                                          |
| Chéri – Egy kurtizán szerelme | Chéri                | Stephen Frears        | Egyesült Királyság                            |
| Mások vagyunk                 | Alle Anderen         | Maren Ade             | Németország                                   |
| Mei Lanfang                   | 梅蘭芳               | Csen Kaj-ko           | Kína                                          |
| Gigante                       | Gigante              | Adrián Biniez         | Uruguay, Németország, Argentína               |
| Happy Tears                   | Happy Tears          | Mitchell Lichtenstein | Amerikai Egyesült Államok                     |
| Az elektromos ködben          | In the Electric Mist | Bertrand Tavernier    | Amerikai Egyesült Államok                     |
| Varga Katalin balladája       | Katalin Varga        | Peter Strickland      | Románia, Egyesült Királyság, Magyarország     |
| Lille soldat                  | Lille soldat         | Annette K. Olesen     | Dánia                                         |
| London River                  | London River         | Rachid Bouchareb      | Franciaország, Egyesült Királyság             |
| Mamut                         | Mammut               | Lukas Moodysson       | Svédország, Németország, Dánia                |
| A harcmező hírnökei           | The Messenger        | Oren Moverman         | Amerikai Egyesült Államok                     |
| Fausta éneke                  | La Teta Asustada     | Claudia Llosa         | Peru                                          |
| Egyetlenem                    | My One and Only      | Richard Loncraine     | Amerikai Egyesült Államok                     |
| Rage                          | Rage                 | Sally Potter          | Egyesült Királyság, Amerikai Egyesült Államok |
| Ricky                         | Ricky                | François Ozon         | Franciaország, Olaszország                    |
| Vihar                         | Sturm                | Hans-Christian Schmid | Németország, Dánia                            |
| Tatarak                       | Tatarak              | Andrzej Wajda         | Poland                                        |

### Versenyen kívül
A fesztiválon az alábbi filmeket vetítették versenyen kívül:
| Magyar cím                           | Eredeti cím                                         | Rendező | Ország                                             |
| ------------------------------------ | --------------------------------------------------- | --- | -------------------------------------------------- |
| Az Éden nyugatra van (zárófilm)      | Eden à l'ouest                                      | Costa-Gavras | Franciaország, Görögország                         |
| Trilogia II: I skoni tou hronou      | Η Σκόνη του Χρόνου                                  | Theo Angelopoulos | Görögország, Németország, Olaszország, Oroszország |
| Németország '09                      | Deutschland 09 – 13 kurze Filme zur Lage der Nation | Fatih Akın, Tom Tykwer, Wolfgang Becker, Sylke Enders, Dominik Graf, Romuald Karmakar, Nicolette Krebitz, Isabelle Stever, Hans Steinbichler, Hans Weingartner, Christoph Hochhäusler, Dani Levy, Angela Schanelec | Németország                                        |
| A bűn árfolyama (nyitófilm)          | The International                                   | Tom Tykwer | Amerikai Egyesült Államok                          |
| Notorious B.I.G. - A N.A.G.Y. Rapper | Notorious                                           | George Tillman Jr. | Amerikai Egyesült Államok                          |
| Pippa Lee négy élete                 | The Private Lives of Pippa Lee                      | Rebecca Miller | Amerikai Egyesült Államok                          |
| A felolvasó                          | The Reader                                          | Stephen Daldry | Egyesült Királyság, Németország                    |

## Győztesek
- Arany Medve: Fausta éneke (Claudia Llosa)
- Zsűri Nagydíja:
  - Adrián Biniez (Gigante)
  - Maren Ade (Mások vagyunk)
- Ezüst Medve díj a legjobb rendezőnek: Aszhar Farhadi (Elly története)
- Ezüst Medve díj a legjobb színésznek: Sotigui Kouyaté (London River)
- Ezüst Medve díj a legjobb színésznőnek: Birgit Minichmayr (Mások vagyunk)
- Ezüst Medve díj a legjobb forgatókönyvnek: Oren Moverman, Alessandro Camon (A harcmező hírnökei)
- Ezüst Medve díj a kiemelkedő művészi teljesítményért: Kovács György, ifj. Erdélyi Gábor, Székely Tamás (Varga Katalin balladája) (hangkeverés)
- Alfred Bauer-díj:
  - Andrzej Wajda (Tatarak))
  - Adrián Biniez (Gigante)
- FIPRESCI-díj: Claudia Llosa (Fausta éneke)

## Fordítás
- Ez a szócikk részben vagy egészben  a(z)   59th Berlin International Film Festival című angol Wikipédia-szócikk fordításán alapul.  Az eredeti cikk szerkesztőit annak laptörténete sorolja fel. Ez a jelzés csupán a megfogalmazás eredetét és a szerzői jogokat jelzi, nem szolgál a cikkben szereplő információk forrásmegjelöléseként.